# 2012年ロンドンオリンピックのベラルーシ選手団
2012年ロンドンオリンピックのベラルーシ選手団（2012ねんロンドンオリンピックのベラルーシせんしゅだん）は、2012年7月27日から8月12日にかけてイギリスの首都ロンドンで開催された2012年ロンドンオリンピックのベラルーシ選手団、およびその競技結果。

## 概要
今大会は金メダル2個、銀メダル5個、銅メダル3個の合計10個のメダルを獲得した。

## 選手団
- 人員: 選手 173人
- 開会式旗手: マックス・ミルヌイ

## メダル
| メダル | 選手名 | 競技   | 種目                    | 日付（現地） |
| ------ | --- | ------ | ----------------------- | ------------ |
| 金     | ビクトリア・アザレンカ マックス・ミルヌイ | テニス | 混合ダブルス            | 8月5日       |
| 金     | セルゲイ・マルチノフ | 射撃   | 男子50mライフル伏射     | 8月3日       |
| 銀     | アリアクサンドラ・ヘラシメニア | 競泳   | 女子50m自由形           | 8月4日       |
| 銀     | アリアクサンドラ・ヘラシメニア | 競泳   | 女子100m自由形          | 8月2日       |
| 銀     | マリーナ・ガンチャロワ アナスタシア・イワンコワ ナタリア・レシュチュク アリャクサンドラ・ナルケビッチ クセニア・サンコビッチ アリナ・トゥミロビッチ | 新体操 | 女子団体                | 8月12日      |
| 銀     | アンドレイ・バダノビッチ アレクサンドル・バダノビッチ                                                                                               | カヌー | 男子スプリントC-2 1000m | 8月9日       |
| 銀     | ラマン・ピアトルシェンカ ワジム・マフネウ | カヌー | 男子スプリントK-2 200m  | 8月11日      |
| 銅     | ビクトリア・アザレンカ | テニス | 女子シングルス          | 8月4日       |
| 銅     | リボフ・チャルカシナ | 新体操 | 女子個人総合            | 8月11日      |
| 銅     | イリナ・パミアロワ ナジェヤ・パポク ウォルハ・フジェンカ マリナ・パウタラン                                                                         | カヌー | 女子スプリントK-4 500m  | 8月8日       |

## 種目別選手・スタッフ名簿及び成績

### アーチェリー
- Ekaterina Timofeyeva（女子個人）第2回戦敗退

### 陸上競技
- Anis Ananenka（男子800m）1分49秒61 予選敗退
- Maksim Lynsha（男子110m障害）13秒45 準決勝敗退
- スツィアパン・ラフアツォウ（男子マラソン）2時間23分23秒
- Dzianis Simanovich（男子20km競歩）1時間20分42秒
- イワン・トロツキ
  - （男子20km競歩）1時間21分23秒
  - （男子50km競歩）3時間46分9秒
- Andrei Churyla（男子走り高跳び）記録無し 予選敗退
- Uladzimir Kazlou（男子やり投げ）80.06m 予選敗退
- パヴェル・クリビツキ（男子ハンマー投げ）71.49m 予選敗退
- パヴェル・ルイジン（男子砲丸投げ）20.69m 決勝
- アンドレイ・ミフネビッチ（男子砲丸投げ）19.89m 予選敗退
- Dzmitry Platnitski（男子三段跳び）16.19m 決勝
- Valery Sviatokha（男子ハンマー投げ）73.13m 決勝
- イワン・チホン（男子ハンマー投げ）失格
- Stanislau Tsivonchyk（男子棒高跳び）5.20m 予選敗退
- Eduard Mikhan（男子十種競技）
- マリナ・アルザマサワ（女子800m）2分8秒45 予選敗退
- Yuliya Balykina（女子100m）11秒70 予選敗退
- Hanna Drabenia（女子20km競歩）1時間31分58秒
- Olga Dubovskaya（女子マラソン）2時間39分12秒
- Natallia Kareiva（女子1500m）4分11秒58 決勝
- Sviatlana Kouhan（女子マラソン）2時間30分26秒
- スヴャトラーナ・クゼリッチ（女子3000m障害）9分54秒77 予選敗退
- Ekaterina Poplavskaya（女子100m障害）失格 予選敗退
- Nastassia Staravoitava（女子マラソン）2時間30分25秒
- Alina Talay（女子100m障害）12秒84 準決勝敗退
- スヴャトラーナ・ウソビッチ（女子400m）52秒40 予選敗退
- Nastassia Yatsevich（女子20km競歩）1時間35分41秒
- 女子400mリレー 43秒90 予選敗退
  - Volha Astashka
  - Yuliya Balykina
  - Elena Danilyuk-Nevmerzhytskaya
  - Katsiaryna Hanchar
  - Hanna Liapeshka
  - Katsiaryna Shumak
  - Alina Talay
- 女子1600mリレー 3分26秒52 予選敗退
  - イリナ・フリウスタワ
  - Alena Kiyevich
  - Hanna Tashpulatava
  - イロナ・ウソビッチ
  - スヴャトラーナ・ウソビッチ
  - Yulyana Yushchanka
- Kseniya Dziatsuk（女子三段跳び）記録無し 予選敗退
- Alena Matoshka（女子ハンマー投げ）67.03m 予選敗退
- アクサナ・ミアンコワ（女子ハンマー投げ）74.40m 決勝
- ナタリア・ミクネビッチ（女子砲丸投げ）18.42m 決勝
- ナスタシア・ミロンチュク＝イワノワ（女子走り幅跳び）6.72m 決勝
- Maryna Novik（女子やり投げ）54.31m 予選敗退
- ナドゼヤ・オスタプチュク（女子砲丸投げ）21.36m ※ドーピング検査で陽性となり、金メダル剥奪
- Yanina Pravalinskay-Karolchyk（女子砲丸投げ）17.87m 予選敗退
- Veronika Shutkova（女子走り幅跳び）6.54m 決勝
- Anastasiya Shvedova（女子棒高跳び）4.40m 予選敗退
- Sviatlana Siarova（女子円盤投げ）56.70m 予選敗退
- ヴォルハ・スダラワ（女子走り幅跳び）6.38m 予選敗退
- ヤナ・マクシマワ（女子七種競技）6198点 17位

### バドミントン
- Alesia Zaitsava（女子シングルス）1次リーグ敗退

### ボクシング
- Mikhail Dauhaliavets（男子ライトヘビー級）第1回戦敗退
- シアルヘイ・カルネエウ（男子ヘビー級）準々決勝敗退
- Vazgen Safaryants（男子ライト級）第2回戦敗退

### カヌー
- ジアニス・ハラジャ（男子スプリント・カナディアンシングル200m）決勝
- アレ・ユレニア（男子スプリント・カヤックシングル1000m）決勝
- アレクサンドル・ジュコウスキー（男子スプリント・カナディアンシングル1000m）決勝
- アンドレイ・バダノビッチ、アレクサンドル・バダノビッチ（男子カナディアンペア1000m）銀メダル獲得
- ラマン・ピアトルシェンカ、ワジム・マフネウ（男子カヤックペア200m）銀メダル獲得
- Marharyta Tsishkevich（女子カヤックシングル200m、500m）其々準決勝敗退
- ヴォルハ・フジェンカ、Maryna Pautaran（女子カヤックペア500m）決勝
- 女子カヤックフォア500m 銅メダル獲得
  - イリナ・パミアロワ
  - ナジェヤ・パポク
  - ヴォルハ・フジェンカ
  - Maryna Pautaran

### 自転車

#### ロード
- ヤウヘン・フタロヴィチュ（男子個人ロードレース）5時間46分37秒
- ヴァシル・キリエンカ
  - （男子個人ロードレース）途中棄権
  - （男子個人ロードタイムトライアル）54分30秒29
- ブラニスラウ・サモイラウ（男子個人ロードレース）5時間46分37秒
- アレナ・アミアリュシク（女子個人ロードレース）3時間35分56秒

#### トラック
- オルガ・パナリナ（女子スプリント、ケイリン）
- タチアナ・シャラコワ（女子オムニアム）
- 女子3000m団体追い抜き 7位
  - アレナ・ディルコ
  - マリーア・ロフヴィナヴァ
  - アクサナ・パプコ
  - タチアナ・シャラコワ

### 飛び込み
- ティモフェイ・オルデイチク（男子高飛び込み）350.05 予選敗退
- ワジム・カプトゥル（男子高飛び込み）420.60 予選敗退

### 馬術
- Aliaksandr Faminou（総合馬術個人）
- Alena Tseliapushkina（総合馬術個人）

### フェンシング
- アレクサンドル・ブイケビッチ（男子サーブル個人）第3回戦敗退
- ドミトリ・ラプケス（男子サーブル個人）第3回戦敗退
- ワレリー・プリエンカ（男子サーブル個人）第2回戦敗退
- 男子サーブル団体 7位
  - アレクサンドル・ブイケビッチ
  - ドミトリ・ラプケス
  - Aliaksei Likhacheuski
  - ワレリー・プリエンカ

### サッカー
- 男子 予選リーグ敗退
  - アレクサンドル・グトル
  - スタニスラフ・ドラグン
  - イーゴリ・クズメノク
  - セルゲイ・ポリテビッチ
  - ドミトリー・バガ
  - アレクセイ・ガブリロビッチ
  - セルゲイ・コルニレンコ
  - ウラジーミル・フバシュチンスキー
  - レナン・バルディニブレサン
  - アンドレイ・ボロンコフ
  - アレクセイ・コズロフ
  - イリャ・アレクシエビッチ
  - イーゴリ・ズボビッチ
  - アルテム・ソロベイ
  - ミハイル・ゴルデイチュク
  - デニス・ポリャコフ
  - アンドレイ・シュフェルバコフ
  - マクシム・スカビシュ

### 体操
- ドミトリー・カスピアロビッチ（男子個人種目別跳馬）15.666 予選敗退
- ナタシア・マラチェコウスカヤ
  - （女子個人種目別跳馬）13.800 予選敗退
  - （女子個人種目別平均台）13.558 予選敗退

### 新体操
- リボフ・チャルカシナ（個人総合）111.700 銅メダル獲得
- メリティナ・スタニウタ （個人総合）108.675 予選敗退
- 団体 55.500 銀メダル獲得
  - マリーナ・ガンチャロワ
  - アナスタシア・イワンコワ
  - ナタリア・レシュチュク
  - Aliaksandra Narkevich
  - クセニア・サンコビッチ
  - アリナ・トゥミロビッチ

### トランポリン
- Viachaslau Modzel（男子）103.880
- タチアナ・ピアトレニア（女子）55.670

### 柔道
- ヤウエン・ビアドゥリン（男子100kg級）第2回戦敗退
- イハル・マカラウ（男子100kg超級）3位決定戦敗退

### 近代五種
- ドミトリー・メリアフ（男子）
- Stanislau Zhurauliou（男子）
- アナスタシア・プロコペンコ（女子）
- Hanna Vasilionak（女子）

### ボート
- 男子かじなしフォア
  - ワジム・リアリン
  - ジアニス・ミハル
  - スタニスラフ・シュシャルバチェニナ
  - アレクサンドル・カズボスキ
- エカテリーナ・カルステン（女子シングルスカル）

### セーリング
- Mikalai Zhukavets（男子RSX級）
- タチアナ・ドロズドフスカヤ（女子レーザーラジアル級）

### 射撃
- Vitali Bubnovich（男子ライフル3姿勢、エアライフル）其々予選敗退
- イリア・チャーヘリカ（男子エアライフル）決勝
- Yury Dauhapolau（男子エアピストル）予選敗退
- Andrei Kavalenka（男子クレー・トラップ）予選敗退
- Andrei Kazak（男子50mピストル）予選敗退
- カンスタンツィン・ルカシク（男子50mピストル、エアピストル）其々予選敗退
- セルゲイ・マルチノフ（男子ライフル伏射）金メダル獲得
- ユリ・シュチェルバツェビッチ（男子ライフル3姿勢、ライフル伏射）決勝、予選敗退
- ヴィクトリア・チャイカ（女子25mピストル、エアピストル）予選敗退、決勝

### 競泳
- パヴェル・サンコビッチ
  - （男子100m背泳ぎ）54秒53 予選敗退
  - （男子100mバタフライ）53秒47 予選敗退
- Yury Suvorau（男子400m個人メドレー）4分23秒06 予選敗退
- Yauhen Tsurkin（男子100m自由形）50秒53 予選敗退
- Uladzimir Zhyharau（男子1500m自由形）15分48秒67
- アレクサンドラ・ヘラシメニア
  - （女子50m自由形）24秒28 銀メダル獲得
  - （女子100m自由形）53秒38 銀メダル獲得
  - （女子100mバタフライ）58秒41 準決勝敗退
- スベトラーナ・ハフロワ（女子50m自由形）25秒36 予選敗退
- 女子400mリレー 3分40秒67 予選敗退
  - アリアクサンドラ・ヘラシメニア
  - スベトラーナ・ハフロワ
  - Aksana Dziamidava
  - Yuliya Khitraya

### 卓球
- ブラディミル・サムソノフ（男子シングルス）第4回戦敗退
- ビクトリア・パブロビッチ（女子シングルス）第4回戦敗退
- アレクサンドラ・プリワロワ（女子シングルス）第2回戦敗退

### テニス
- アレクサンドル・ブリー、マックス・ミルヌイ（男子ダブルス）第1回戦敗退
- ビクトリア・アザレンカ（女子シングルス）銅メダル獲得
- ビクトリア・アザレンカ、マックス・ミルヌイ（混合ダブルス）金メダル獲得

### ウエイトリフティング
- アンドレイ・リバコ（男子85kg級）記録無し
- ミカライ・ノビカウ（男子85kg級）8位
- Aliaksandr Makaranka（男子94kg級）10位
- Yauheni Zharnasek（男子105kg超級）9位
- ナターシャ・ノビカワ（女子58kg級）7位
- ジナ・サザナベツ（女子69kg級）4位
- マリナ・シュケルマンコワ（女子69kg級）銅メダル獲得
- イリーナ・クレシャ（女子75kg級）銅メダル獲得

### レスリング
- アリ・シャバノフ（男子フリースタイル66kg級）準々決勝敗退
- ソスラン・ガツィエフ（男子フリースタイル84kg級）3位決定戦敗退
- ルスラン・シェリコフ（男子フリースタイル96kg級）第2回戦敗退
- アレクセイ・シェマロフ（男子フリースタイル120kg級）準々決勝敗退
- エルベク・タジエウ（男子グレコローマンスタイル55kg級）第2回戦敗退
- アレクサンドル・キキニオウ（男子グレコローマンスタイル74kg級）3位決定戦敗退
- アリム・セリモフ（男子グレコローマンスタイル84kg級）敗者復活戦敗退
- チマフェ・ジェニチェンカ（男子グレコローマンスタイル96kg級）3位決定戦敗退
- ロセブ・チュゴシュビリ（男子グレコローマンスタイル120kg級）3位決定戦敗退
- ワネサ・カラジンスカヤ（女子フリースタイル48kg級）準々決勝敗退
- ワシリア・マルザリュク（女子フリースタイル72kg級）3位決定戦敗退